# Armenia ai XXIII Giochi olimpici invernali
L'Armenia ha partecipato ai XXIII Giochi olimpici invernali, che si sono svolti dal 9 al 28 febbraio 2018 a Pyeongchang in Corea del Sud, con una delegazione composta da 3 atleti. Portabandiera della squadra nel corso della cerimonia di apertura sarà il fondista Mikayel Mikayelyan.

## Sci alpino
L'Armenia ha schierato nello sci alpino un atleta, Ashot Karapetyan, che ha partecipato agli eventi maschili.
| Gara            | Atleta           | Tempo     | Tempo     | Tempo   | Posizione |
| Gara            | Atleta           | 1ª manche | 2ª manche | Totale  | Posizione |
| --------------- | ---------------- | --------- | --------- | ------- | --------- |
| Slalom speciale | Ashot Karapetyan | 1'02"47   | 1'05"61   | 2'08"08 | 42º       |

## Sci di fondo
L'Armenia ha schierato nello sci di fondo, un uomo ed una donna. Katya Galstyan parteciperà agli eventi femminili mentre Mikayel Mikayelyan a quelli maschili.

### Uomini
| Evento               | Atleta             | Qualificazioni | Qualificazioni | Quarti di finale | Quarti di finale | Semifinali      | Semifinali      | Finale          | Finale          |
| Evento               | Atleta             | Tempo          | Pos.           | Tempo            | Pos.             | Tempo           | Pos.            | Tempo           | Pos.            |
| -------------------- | ------------------ | -------------- | -------------- | ---------------- | ---------------- | --------------- | --------------- | --------------- | --------------- |
| Sprint               | Mikayel Mikayelyan | 3'37"40        | 72º            | non qualificato  | non qualificato  | non qualificato | non qualificato | non qualificato | non qualificato |
| Evento               | Atleta             | Tempo          | Tempo          | Tempo            | Distacco         | Distacco        | Distacco        | Posizione       | Posizione       |
| 15 km tecnica libera | Mikayel Mikayelyan | 39'01"4        | 39'01"4        | 39'01"4          | +5'17"5          | +5'17"5         | +5'17"5         | 83º             | 83º             |

### Donne
| Evento               | Atleta         | Tempo   | Tempo   | Tempo   | Distacco | Distacco | Distacco | Posizione | Posizione |
| -------------------- | -------------- | ------- | ------- | ------- | -------- | -------- | -------- | --------- | --------- |
| 10 km tecnica libera | Katya Galstyan | 30'25"1 | 30'25"1 | 30'25"1 | +5'24"6  | +5'24"6  | +5'24"6  | 72ª       | 72ª       |